# Paroisse de Bienville
Pour les articles homonymes, voir Bienville (homonymie).
La paroisse de Bienville (anglais : Bienville Parish) a été créée par scission de la paroisse de Claiborne en 1848. Elle est nommée en l'honneur de Jean-Baptiste Le Moyne de Bienville, gouverneur de la colonie de la Louisiane.
La paroisse a une superficie de 2 100 km2 de terre émergée et 29 km2 d’eau, la paroisse détient aussi sur son territoire, le Mont Driskill, haut de 163 m, le plus haut point de l’État de Louisiane.
Elle est enclavée entre la paroisse de Webster au nord-ouest, la paroisse de Claiborne au nord, la paroisse de Lincoln au nord-est, la paroisse de Jackson à l’est, la paroisse de Winn au sud-est, la paroisse des Natchitoches au sud, la paroisse de Red River au sud-ouest et la paroisse de Bossier à l’ouest.
Cinq autoroutes quadrillent la paroisse : les autoroutes fédérales (U. S. Highway) no 80 et 371, les autoroutes de Louisiane (Louisiana Highway) nos 4 et 9 ainsi qu’une autoroute régionale (Interstate) 20.

## Démographie
Lors du recensement de 2000, les 15 752 habitants de la paroisse se divisaient en 54,93 % de « Blancs », 43,78 % de « Noirs » et d’Afro-Américains, 0,27 % d’Amérindiens, 0,15 % d’Asiatiques ainsi que 0,32 % de non répertoriés ci-dessus et 0,55 % de citoyens métissés.
La paroisse comptait 0,53 % qui parle le français ou le français cadien à la maison, soit 79 personnes parlant au moins une fois par jour la « langue de Molière ».
Dans la paroisse, la pyramide des âges (toujours en 2000) était présentée ainsi : 
- 4 300 personnes étaient des mineures (moins de 18 ans) soit 27,30 % ;

- 1 260 personnes étaient des jeunes adultes (de 18 à 24 ans) soit 8,00 % ;

- 3 875 personnes étaient de jeunes forces de travail (de 25 à 44 ans) soit 24,60 % ;

- 3 544 personnes étaient des forces de travail vieillissantes (de 45 à 65 ans) soit 22,50 % ;

- 2 773 personnes étaient des personnes en âge de la retraite (plus de 65 ans) soit 17,60 %.

L’âge moyen des citoyens de la paroisse était donc de 38 ans, de plus, la paroisse compte 8 238 personnes de sexe féminin (soit 52,30 %) et 7 514 personnes de sexe masculin (soit 47,70 %).
Le revenu moyen par personne s’élève à $23 663 (en 2006) alors que 26,10 % des habitants vivent sous le seuil de pauvreté (indice Fédéral).
La paroisse est divisée en 10 villes et villages : Arcadia, Bienville, Bryceland, Castor, Gibsland, Jamestown, Lucky, Mount Lebanon, Ringgold et Saline.